# Organizzazione politica della Monarchia Asburgica
Il contenuto di questa voce è relativo all'organizzazione dei territori sotto il dominio asburgico tra il 1556 e il 1804.

## Premessa generale
La Monarchia Asburgica ebbe origine quando, nel 1556, l'Imperatore Carlo V abdicò. Infatti egli lasciò le terre in Boemia, Austria e Ungheria al fratello Ferdinando, assieme alla corona nominale del Sacro Romano Impero, formalmente elettiva.
Gli Asburgo, oltre a conservare la Corona Imperiale, mantennero quindi un insieme di stati (cresciuto nel corso dei secoli) noto appunto come Monarchia Asburgica. Gli Asburgo però non governarono mai i loro stati singolarmente, ma anzi gestirono i loro possedimenti come Stato federale.
Dopo le prime esperienze sotto Ferdinando I, Massimiliano II, Rodolfo II e Mattia, la casata austriaca iniziò sotto Ferdinando II una grande opera di centralizzazione del potere nella capitale Vienna, progetto portato a compimento da Maria Teresa e Giuseppe II nel XVIII secolo.
Questa situazione venne mantenuta fino al 1804, quando gli stati asburgici vennero uniti nell'Impero austriaco.

## Il Monarca
Il sovrano della Monarchia Asburgica non portava un titolo unitario, ma bensì molti titoli relativi ai singoli stati (Arciduca d'Austria, Re di Boemia, Re d'Ungheria...). Veniva chiamato convenzionalmente Imperatore poiché egli spesso ricopriva la carica di leader del Sacro Romano Impero, una confederazione di stati semi-indipendenti di cui l'Austria era membro. Egli riconosceva come autorità superiore quella divina e come paritarie solo quelle del Papa e dell'Imperatore Russo.
Il sovrano aveva il diritto di nomina, seppur su proposta, di tutti i funzionari dello stato e poteva (de iure) licenziare i funzionari stessi. Aveva inoltre potere di veto su tutte le leggi, esercitato con l'aiuto del Consiglio Privato. Ogni sua firma era autenticata con il timbro di un Guardasigilli nominato dal Consiglio Privato fino al 1749 e dalla Corte Suprema dopo.

### La Casa Imperiale
La Casa Imperiale era l'istituzione che si occupava della gestione e dell'amministrazione della Corte della Casa d'Asburgo. A presiedere l'Imperial Casa era il Maestro di Corte. La corte aveva sede nell'Hofburg. Dal 1720 durante la stagione estiva il sovrano e il suo entourage si trasferivano nel Castello di Schönbrunn.
Era composta da tredici sezioni, qui elencate.

#### Le Collezioni Imperiali
Questa sezione si occupava di gestire l'enorme patrimonio artistico, naturalistico e numismatico di proprietà della famiglia imperiale. Era guidata dal Maestro Cameriere e divisa ella stessa in tre sezioni corrispondenti alle tre collezioni, ognuna con a capo un curatore.
Le collezioni imperiali avevano originariamente sede nell'Hofburg, ma nel 1776 Maria Teresa le fece spostare e collocare nel Castello del Belvedere, ove rimasero fino a fine Ottocento. Nel 1781, per volere di Giuseppe II, il Belvedere divenne uno dei primi musei pubblici del mondo.

#### La Casa Militare dell'Imperatore
Questa sezione si occupava della difesa della sicurezza personale del sovrano. Il suo capo era il Maresciallo di Corte. Era composto essenzialmente dalla Guardia Imperiale, reggimento di fanteria diviso in cinque battaglioni, due austriaci, uno ungherese e due misti. La Guardia sorvegliava inoltre la Corte, proteggendo l'Imperatore dai suoi intrighi.

#### Scuderie Imperiali
Presieduta dal Supremo Scudiero, si occupava della cura e del mantenimento delle scuderie, dei cavalli e delle carrozze del sovrano e dei suoi cortigiani.

#### Cucine Imperiali
Questa sezione si occupava della preparazione dei piatti gustati ogni giorno dalla nobiltà di corte. Il suo responsabile onorifico era detto Maestro Cuoco Supremo, ma in realtà la direzione delle cucine apparteneva ad un capocuoco.

#### Cantine Imperiali
Si occupavano dell'approvvigionamento delle materie prime per le cucine e lavorava a stretto contatto con loro. Inoltre selezionava i vini e gestiva i vigneti di Schönbrunn. Il responsabile si chiamava Maestro Coppiere.

#### Argenteria Imperiale
Da questa sezione dipendevano camerieri e personale di servizio presente a corte. Il suo responsabile onorifico era detto Maestro Argentiere, ma in realtà la direzione della servitù apparteneva ad un maggiordomo.

#### Camera Imperiale
La Camera dell'Imperatore era una sezione molto particolare. Era infatti principalmente composto da tre confidenti fedeli del sovrano, chiamati Ciambellani. Il più importante si chiamava Supremo Ciambellano Imperiale. Ne facevano parte anche gli inservienti addetti al servizio negli Appartamenti Imperiali.

#### Veneria (dal francese) Imperiale
Da questa sezione dipendeva l'amministrazione delle cacce imperiali e la gestione del personale di caccia. Il suo leader era il Maestro di Caccia.

#### Biblioteca Imperiale
Collezione di libri rari e antichi di proprietà della Corona, era gestita da un Prefetto specializzato.

#### Teatro Imperiale
Il Teatro, con sede nel Burgtheather, aveva il compito di allietare la Corte con esecuzioni di composizioni e opere musicali e teatrali di grandissimi compositori come Haydn, Mozart, Salieri e Bonno.

#### Cappella Imperiale
Nota anche come Casa Religiosa, si occupava di gestire la cappella di Corte, di selezionare i confessori dei monarchi e di dirigere in generale ogni aspetto riguardante la religione. Dipendeva strettamente dall'Arcidiocesi di Vienna.
Le ultime due sezioni, pur essendo uffici della Casa Imperiale, non riguardano l'amministrazione della Corte, ma altri aspetti dello Stato austriaco.

#### Servizio Postale Imperiale
Questa sezione amministrava l'enorme servizio postale dell'impero. Era diretto da due funzionari detti Maestri delle Poste, uno per l'area tedesca, belga e italiana (carica ereditaria per i Thurn und Taxis) e uno per l'area boema e ungherese (carica ereditaria per la famiglia Paar).

#### Zecca Imperiale
La zecca coniava ed emetteva le unità monetarie dell'impero, il Tallero e il Fiorino. Era gestita dal Maestro di Zecca Supremo.

## Governo centrale

### I consigli imperiali
Sin dal 1556 la Monarchia Asburgica ritenne necessario istituire un governo con sede a Vienna che amministrasse la totalità degli stati sotto l'egida asburgica.
Infatti l'Imperatore, con patente datata 23 febbraio (simbolica nascita della Monarchia Asburgica), stabilì un sistema di governo basato su alcuni consigli dotati di grandi poteri. Ne istituì quattro, con funzioni differenti: 
Consiglio Privato, principale organo dello Stato, era diretto dal Maestro di Corte. Aveva (de iure) grandi poteri. Sovrintendeva agli altri organi, che rispondevano a lui, aveva l'ultima parola in ogni tipo di politica, fungeva da Corte Giudiziaria Suprema e nominava i magistrati di tutto l'Impero. Composto da 33 consiglieri, spesso amici dell'Imperatore poco esperti di politica, il consiglio divenne sempre più difficile da gestire, tanto che, a metà del XVII secolo, fu svuotato dei suoi poteri (de facto, ma non de iure), che furono in gran parte attribuiti alla Conferenza Segreta. Fu sciolto nel 1749 . Nel 1705 era diviso in sette commissioni:
- Giustizia e affari interni
- Affari Imperiali (rapporti con gli stati del Sacro Romano Impero, con la Dieta Imperiale e con il Tribunale della Camera), rapporti con Svezia, Danimarca, Polonia-Lituania e Russia.
- Rapporti con Francia, Gran Bretagna e Province Unite.
- Rapporti con la Spagna.
- Affari Italiani (rapporti con gli staterelli italiani e gestione della penisola).
- Affari militari e Grande Alleanza.
- Rapporti con la Confederazione e con l'Impero Ottomano

Consiglio di Guerra, supremo comando militare in tempo di pace e in tempo di guerra. Nel 1565 fu istituito un secondo consiglio, con sede a Graz, per la gestione della Polizia e della Guardia Imperiale, ma quest'organo separato fu riunito a quello principale a metà del XVIII secolo. Con riunioni pressoché settimanali (giornaliere in tempo di guerra), era guidato da un Presidente e composto da 10 membri.
Camera Aulica, autorità in ambito finanziario, con tre membri dalle competenze fiscali, quattro funzionari commerciali e altrettanti esperti di finanza e gestione del denaro pubblico. La Camera era guidata da un Presidente. Esistevano altre camere finanziarie provinciali, a Praga e a Presburgo, abolite nel 1749.
Cancelleria di Corte, la più importante autorità in politica estera e interna, composta da 20 consiglieri, dal Cancelliere (per la politica interna) e dal Maestro di Corte (per gli esteri). Nei secoli quest'ultima venne profondamente riformata:
- Nel 1705, per limitarne il potere, il Maestro di Corte fu escluso dal consiglio e la direzione della politica estera passò ad un altro Cancelliere, indipendente da quello per gli interni.
- Nel 1742 la Cancelleria fu divisa in due: Cancelleria di Corte (10 membri, funzioni in politica interna, con a capo il Cancelliere di Corte) e Cancelleria di Stato (10 membri, funzioni in politica estera, guidata dal secondo Cancelliere istituito nel 1705).[1]
- Nel 1749 la prima di queste (Cancelleria di Corte propriamente detta) fu sostituita da un Direttorio guidato dal conte Haugwitz. Il Direttorio ottenne anche poteri finanziari e la Camera Aulica fu sciolta.
- Nel 1761 la Cancelleria di Corte e la Camera Aulica furono restaurate nella forma esistente prima delle riforme del conte.

Negli anni successivi furono istituiti altri organi dalle varie funzioni:
- Deputazione Finanziamenti Militari, si occupava di gestire le spese militari. Fortemente dipendente dal Consiglio di Guerra, era composto dal presidente di quest'ultimo, da quello della Camera Aulica e dal Cancelliere di Corte. Fu istituita nel 1698.
- Conferenza e Tesoreria delle Finanze, uffici con a capo un Tesoriere Generale, era suo compito vigilare sullo stato delle finanze e sulla Camera Aulica. Fu istituito nel 1717.
- Consiglio di Spagna, formato nel 1711, dal 1714 gestì i possedimenti ottenuti dalla Monarchia con il Trattato di Rastatt. Nel 1736 fu diviso in Consiglio italiano (governo di Milano e Mantova) e olandese (governo di Belgio e Lussemburgo). Furono entrambi sciolti nel 1757 e accorpati nella Cancelleria di Corte.
- Commissariato Generale, fondato nel 1746 a imitazione dell'omonima istituzione prussiana, doveva sostituire il Consiglio di Guerra di Graz, recentemente abolito, e dunque si occupava del comando della Polizia.
- Corte Suprema di Giustizia, corte fondata nel 1749, sostituiva in tutte le funzioni giudiziarie il Consiglio Privato.
- Commissione di Studio, sotto l'autorità della Cancelleria di Corte, aveva come scopo incentivare l'istruzione nei ceti popolari. La Commissione aveva il controllo diretto di tutte le scuole elementari (pubbliche) e di molti altri ordini. Fu istituita nel 1760.

### La Conferenza Segreta
La Conferenza Segreta fu istituita nel 1669 per far fronte al problema delle scarse capacità dei membri del Consiglio Privato. La nuova conferenza era assimilabile ad un Consiglio dei ministri e dirigeva la politica generale e gli altri organi, sostituendo de facto il Consiglio Privato. La Conferenza era formata dal Maestro di Corte, che la presiedeva, dai leader dei precedenti consigli e dai ciambellani dell'Imperatore. Ritenuta troppo potente, fu abolita nel 1720 e sostituita dal Consiglio di Stato, presieduto da un Ministro di Stato.

### Il Consiglio di Stato
La svolta nel sistema politico austriaco avvenne però quando nel 1749 fu aperta la prima seduta del Consiglio di Stato. Il nuovo organo era nominato per metà dall'Imperatore e per l'altra metà dalle diete locali.
Il nuovo Consiglio divenne il fulcro della politica austriaca per un secolo a venire. Infatti venne stabilito che qualsiasi disegno di legge dovesse essere approvato dal Consiglio prima di essere sottoposto al sovrano. Il consiglio era composto da un numero variabile fra i 70 e i 75 membri.

## Gli Stati
L'Impero era composto da un numero variabile di stati, ognuno con un governo provinciale. Il governo provinciale poteva essere di due tipi:
- a Statuto Ordinario, con a capo un Governatore, un Giudice Supremo (per l'amministrazione giudiziaria) e (a volte) un vice chiamato Ministro Plenipotenziario.
- a Statuto Militare, molto più raro, gestito militarmente e governato da un Amministratore.[1]

I Governatori erano assistiti da una Dieta, cioè una grande assemblea eletta (nel ramo nobiliare ereditaria e in quello ecclesiastico composta da vescovi di diocesi fisse) rappresentante la nobiltà, il clero e la borghesia dello Stato. Le Diete, spesso su posizioni indipendentiste, intralciavano l'operato del Governatore e furono così sostituite nelle funzioni, alla fine degli anni sessanta del XVIII secolo per opera del Principe di Kaunitz, da piccoli Consigli, dette Cancellerie provinciali, fedelissimi al governo centrale. Le Diete in realtà non cessarono di esistere, ma persero molto potere. Neanche le Cancellerie erano invenzioni del XVIII secolo, ma esistevano negli stati asburgici da secoli, con poco potere. 
Nel 1790 il sistema delle Diete fu però restaurato, contro il parere del ministro, dall'Imperatore Leopoldo II. Fu questa la ragione, assieme alle frizioni con il nuovo sovrano Francesco, salito al trono nel 1792, che portarono Kaunitz a dimettersi nel 1793, inaugurando con un ritorno alla politica anti-illuminista e reazionaria presente prima dell'avvento del principe.

Per l'elenco degli stati che hanno fatto parte dei domini asburgici, vedi Monarchia Asburgica.